# Örnen (1896)
Örnen, egentligen HM Torpedkryssare Örnen, var en torpedkryssare i svenska flottan. Hon var det första fartyget av fem i Örnen-klass, som hon bildade tillsammans med Claes Horn, Jacob Bagge, Psilander och Clas Uggla. Huvudbestyckningen utgjordes av två 12 cm kanoner, och den sekundära bestyckningen av fyra 57 mm kanoner. Örnen byggdes på Lindholmens varv i Göteborg och sjösattes 6 augusti 1896. Den 12 maj 1897 levererades hon till marinen. Örnen bevakade svenska intressen i Riga under ryska revolutionen 1905 och fungerade från 1926 som kadettfartyg. Under andra världskriget var hon Norrköpingsavdelningens enda örlogsfartyg. Hon sänktes till slut som målfartyg 1950.

## Kommentarer

HMS Örnens vapen.